# Juan Manuel de Rosas (película de 1972)
 Juan Manuel de Rosas  es una película filmada en colores de Argentina dirigida por Manuel Antín según su propio guion escrito en colaboración con José María Rosa que se estrenó el 16 de marzo de 1972 y que tuvo como protagonistas a Rodolfo Bebán, Sergio Renán, Alberto Argibay, Jorge Barreiro y José María Gutiérrez. Fue filmada parcialmente en Chascomús, Santa Fe y San Pedro (provincia de Buenos Aires).

## Sinopsis
Sobre la vida de Juan Manuel de Rosas hasta la Guerra del Paraná de 1845 a 1850.

## Reparto
- Rodolfo Bebán (Juan Manuel de Rosas)
- Sergio Renán (Juan Lavalle)
- Alberto Argibay (Manuel Dorrego)
- Jorge Barreiro (John Hubart Caradoc)
- José María Gutiérrez (Facundo Quiroga)
- Aldo Barbero (Tomás de Anchorena)
- Myriam de Ridder (Encarnación Ezcurra, esposa de Rosas)
- Teresa Barreto (Manuelita Rosas, hija de Rosas)
- Ricardo Passano (Juan Gregorio de Las Heras)
- Onofre Lovero (Gregorio Aráoz de Lamadrid)
- Pedro Aleandro (Manuel Vicente Maza)
- Osvaldo Brandi (Esteban Echeverría)
- Tito Alonso (Pedro de Angelis)
- Andrés Percivale (José Mármol)
- Roberto Airaldi (Manuel Corvalán)
- Enrique Kossi (Henry Southern, diplomático inglés)
- Silvia Legrand (Mariquita Sánchez de Thompson)
- Ricardo Castro Ríos
- Chino Martínez
- Juan Pablo Alen
- Jaimito Cohen (bufón)
- Iván Grondona (José de San Martín)
- Abel Sáenz Buhr
- Lalo Hartich (Juan José Viamonte)
- Miguel Ángel Martínez
- Oscar Casco
- Pascual Nacaratti
- Hugo Caprera (José María Roxas y Patrón)
- Miguel Narciso Bruse (monseñor Mariano Medrano)
- Domingo Márquez
- Leon Sarthie

## Comentarios
Gente escribió:

"Si bien no es una gran película, algunos pasajes de la historia tratados con gran acierto y las mencionadas cualidades de Renán, y la fotografía hacen que pueda verse".

Primera Plana opinó:

"Puede ser chocante, agresivo, blasfemo este intento de reivindicar la siniestra figura del primer tirano… pero lo realizado es tan falso como historia, tan pueril como alegato, tan inconsistente como mensaje… y tan deficiente como cine que la posible indignación se esfuma ante la fracasada intentona".

Manrupe y Portela escribieron:

"Una mirada pro-Rosas impensable en otras épocas y filmada en un momento oportuno, pero poco revisionista".